# Przymus transportowy
Przymus transportowy – w brydżu odmiana przymusu, zachodzi w sytuacji w której rozgrywający posiada potrzebne mu lewy ale nie mógł ich zgrać wcześniej, a w obecnej sytuacji nie ma odpowiedniej komunikacji aby skorzystać ze wszystkich swoich lew.
| ♠    | A6   |   |    |
| ♥    | 43   |   |    |
| ♦    | -    |   |    |
| ♣    | -    |   |    |
| NE S | NE S | ♠ | DW |
| NE S | NE S | ♥ | AK |
| NE S | NE S | ♦ | -  |
| NE S | NE S | ♣ | -  |
| ♠    | K    |   |    |
| ♥    | W2   |   |    |
| ♦    | -    |   |    |
| ♣    | 7    |   |    |

W czterokartowej końcówce rozgrywający potrzebuje trzech lew.  Teoretycznie je posiada (as i król pik oraz siódemka trefl) ale nie ma komunikacji aby je kolejno zgrać, przejęcie w stole króla pik asem wyfortuje figurę pik w ręce E.  Rozgrywający gra z ręki dobrą siódemkę trefl i wyrzuca ze stołu małego kiera, E staje w sytuacji przymusowej.  Jeżeli wyrzuci pika to rozgrywający będzie mógł przejąć w stole króla pik, jeżeli wyrzuci kiera to rozgrywający zagra króla pik z ręki przepuszczając go w stole, a następnie wpuści gracza E jego ostatnim kierem zmuszając go do zagrania ostatniego pika do stołu.  Angielska nazwa przymusu stepping stone („odskocznia”, albo „kamień znajdujący się w rzece umożliwiający jej przekroczenie”) odnosi się do użycia ręki gracza E właśnie jako „odskoczni” w celu dotarcia do dziadka.  W przedstawionej, podstawowej wersji przymusu, działałby on tak samo jeżeli zamienione by zostały ręce obrońców
.